# José de la Cuadra
José de la Cuadra Vargas  (Guayaquil, 3 de septiembre de 1903-Guayaquil, 27 de febrero de 1941) fue un abogado, diplomático y escritor ecuatoriano, miembro del Grupo de Guayaquil. Es considerado uno de los cuentistas más destacados de la literatura ecuatoriana, con una nutrida obra en que exploró la vida del pueblo montuvio a través del realismo.
Entre sus obras más importantes se encuentran la novela Los Sangurimas y el cuento La Tigra.

## Biografía

### Juventud y estudios
Fue Hijo único de Vicente de la Cuadra y Bayas y Ana Victoria Vargas y Jiménez, oriundos de Guayaquil y Piura, respectivamente, cursó todos sus estudios en su ciudad natal, Guayaquil.

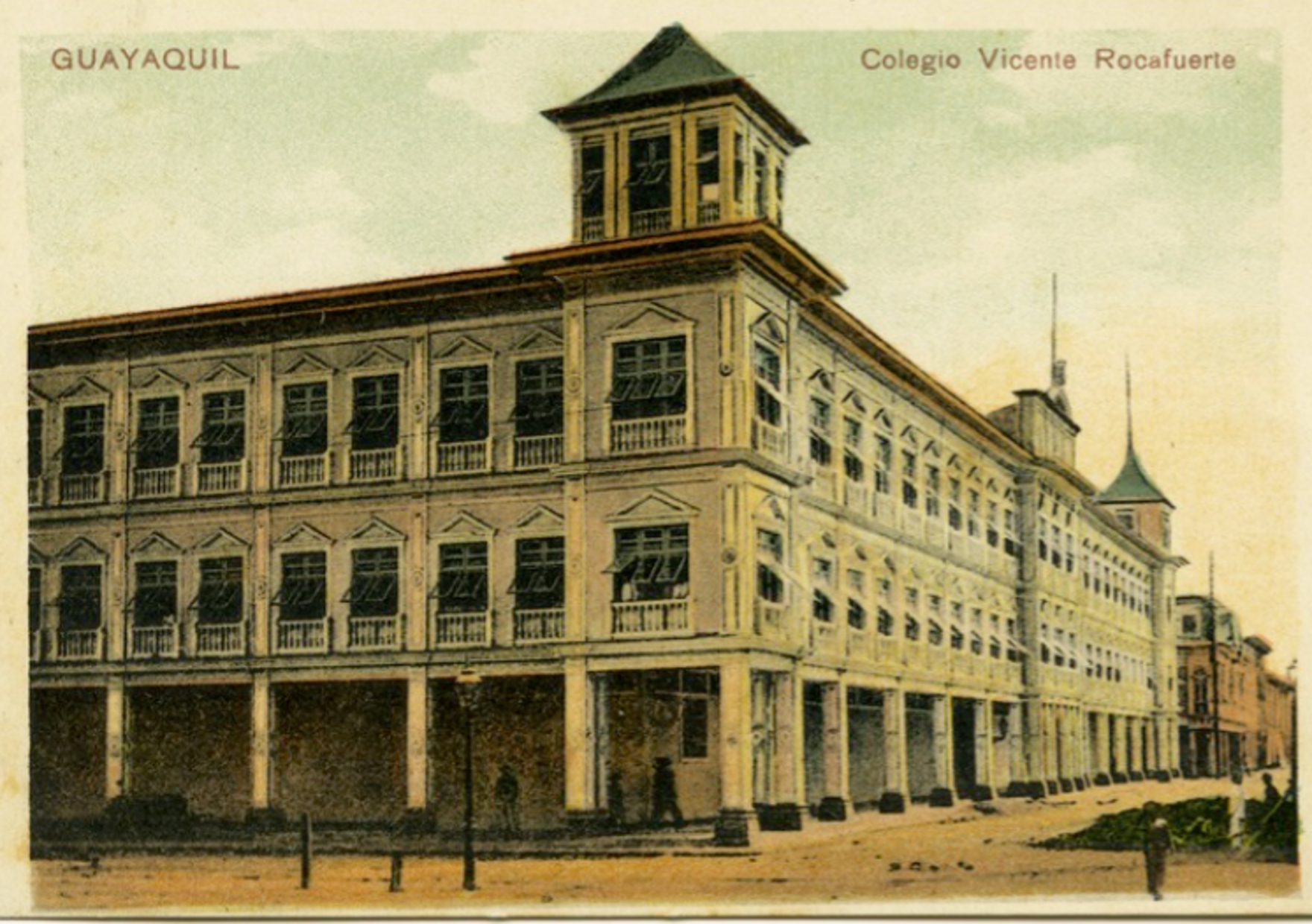
Edificio antiguo del Colegio Vicente Rocafuerte

En 1921 se graduó como bachiller de la República del Ecuador en el Colegio Nacional Vicente Rocafuerte. Ese mismo año ingresó a la Facultad de Derecho, en la Universidad de Guayaquil. Sus primeros escritos datan de un poco antes. Durante 1919 y 1920 formó parte de la redacción de la revista Juventud Estudiosa junto con figuras hoy bien conocidas dentro de Ecuador, como: Medardo Ángel Silva, J. A. Falconí Villagómez, José María Egas, Jorge Carrera Andrade, Augusto Arias, J. Pino de Icaza y Gonzalo Escudero, quienes iniciaron con el modernismo establecido por Rubén Darío, pero, después enrumbaron por nuevas y originales pautas. El nombre de la revista cambió al de Ariel en mayo de 1920; desde entonces, hasta octubre de ese mismo año en que paró de imprimirse; el nombre de Cuadra no apareció jamás.
Juventud Estudiosa Fue un claro ejemplo de que José de la Cuadra comenzó en la literatura bajo la influencia del modernismo. En dicha revista sacó a la luz tres poemas: «Decepción», «Sangre de Incas», «A la memoria de Santos Chocano»; «A la pálida». El último poema fue dedicado a Teodoro Alvarado con una nota: «amante de los epítetos parnasianos que solo dicen armonía». En esta publicación también salieron tres artículos cortos: «Medardo Ángel Silva», la que es una nota necrológica por motivo de la muerte del poeta; «Los predestinados», que es una reseña del libro La edad heroica (Madrid, 1916) de Luis de Zulueta; y finalmente «La mujer», apología al género femenino.
En sus momentos como universitario, de la Cuadra se dedicó al magisterio, al periodismo, a la política y a la literatura. Fue profesor de Moral y Gramática en el Colegio Vicente Rocafuerte. En la misma institución llegó a ser bibliotecario y, después, vicerrector.
En 1927, de la Cuadra obtuvo su diploma como licenciado en Derecho y poco después de este suceso presentó su tesis doctoral que le adjudicó el título de doctor en Jurisprudencia y Ciencias Sociales.
Desde su graduación, de la Cuadra se dedicó totalmente a la práctica de la jurisprudencia. La mayoría de sus clientes eran montubios, a los que, algunas veces, cobraba unos pocos centavos.

### Carrera literaria

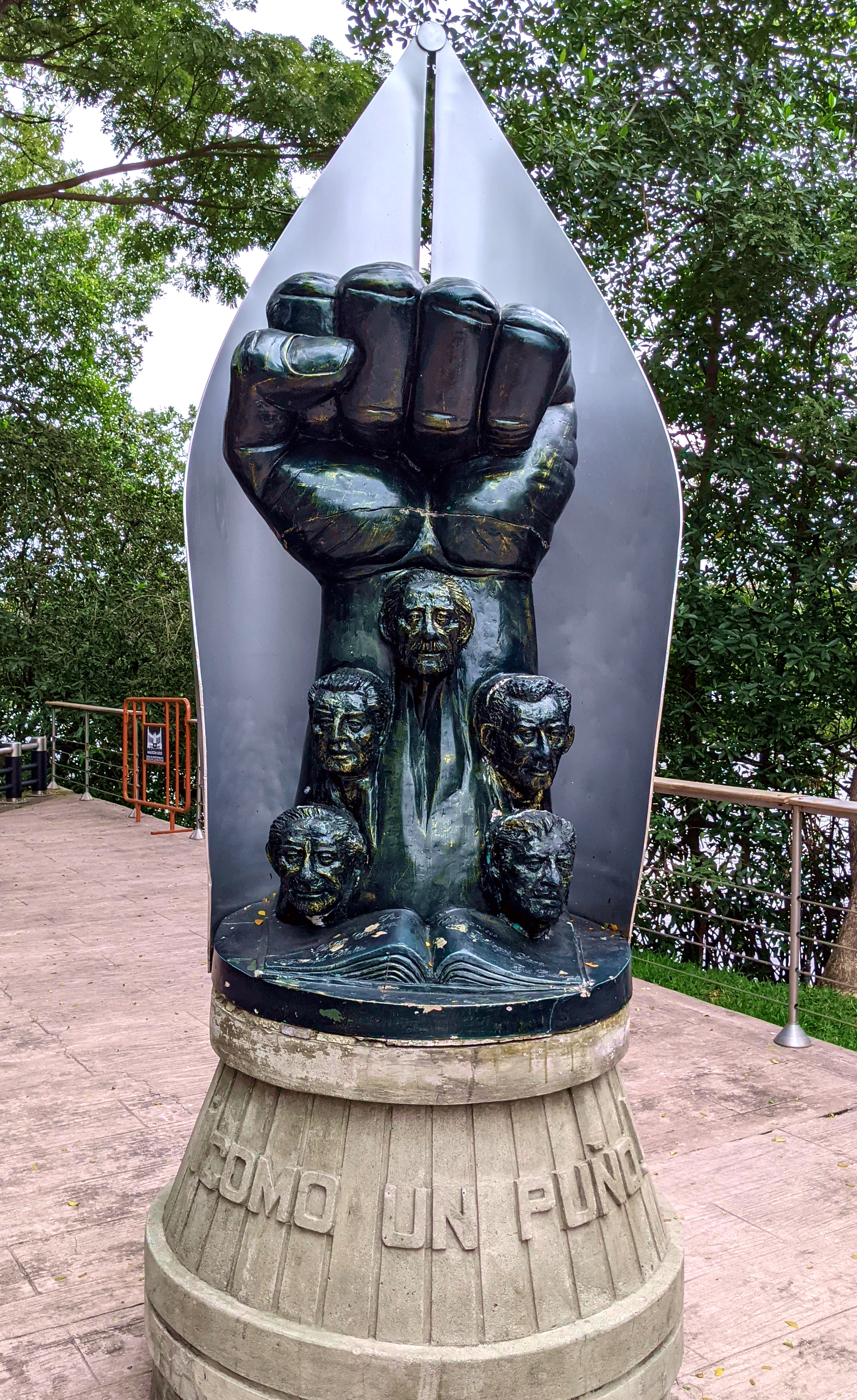
Monumento al Grupo de Guayaquil en el Malecón del Salado

Los años periodísticos de José de la Cuadra datan desde 1924 hasta 1925, años en los que fue parte de la redacción de  El Telégrafo. Durante este tiempo fue parte de la página femenina del noticiero.
De la Cuadra escribió sus primeros cuentos, «Nieta de libertadores» y «Madrecita falsa», en 1923. Este último en 1930 se publicó en El amor que dormía, y obtuvo una Medalla de Oro en el Concurso Literario Municipal de Guayaquil. En 1925 aparecieron Perlita Lila, y Olga Catalina, folletos que contienen un solo cuento. Las dos narraciones son de orden sentimental, además de que tienen algunos residuos modernistas en su estilo.
En 1926 De la Cuadra compuso una serie de cuentos («El amor que dormía», «La vuelta de la locura», «Mientras el sol se pone», «Incomprensión»). En el mismo año, (26 de mayo de 1926), se fundó el Partido Socialista Ecuatoriano. Y, desde su fundación, De la Cuadra militó en las filas de esta organización. A pesar de que su actitud teórica frente a la literatura será matizada por su compromiso social, en las narraciones de estos años escasamente todavía se lo evidencia. Los relatos de esta época más bien precisan un divorcio entre sus convicciones ideológicas y la temática de su producción artística. Los personajes viven ajenos a la circunstancia histórica del momento.
En 1927, De la Cuadra lanzó en la revista Savia de su ciudad natal dos artículos: «Si alguna vez»; una parte de la dedicatoria para Victoria María Roggiero B. llamada «Página Galante» y, «La emoción azuaya», que es una remembranza de una visita realizada a la ciudad de Cuenca, provincia del Azuay.
Con el seudónimo de Oruño Zamudio, De la Cuadra presentó, en 1929, «Sueño de una noche de Navidad» para la celebración de los Juegos Florales organizados por la Sociedad de Caridad «El Belén del Huérfano». El cuento ganó el segundo lugar, además de que apareció en forma de folleto en 1930.
En 1932 publicó el libro Horno, su más famoso volumen de cuentos y que incluye varios de sus textos más reconocidos, entre ellos La Tigra (incluida en la segunda edición del libro), Banda de pueblo y Olor de cacao. En los distintos cuentos del libro De la Cuadra explora la figura del montuvio ecuatoriano, en particular sus costumbres y los abusos de los que son objeto.
La «novela montuvia» Los Sangurimas, quizá la más importante obra en la trayectoria de José de la Cuadra, fue publicada en Madrid en el año 1934. La edición de la Editorial Cenit de ese año contuvo además cinco cuentos: «Sangre expiratoria», «Candado», «Calor de yunca», «Barraganía» y «Shishi la chiva». Los Sangurimas es la obra de madurez de De la Cuadra y lo más acabado que dejó en materia literaria. En esta historia, ya es dueño de un estilo original y de una temática que lo coloca a la vanguardia de una generación narrativa que solo en los últimos tiempos, con obras como Cien años de soledad (Gabriel García Márquez), ha llegado a consolidarse.

### Vida política
Su actitud política comienza a notarse en los años de universidad. Desempeñó más de un cargo. Fue presidente del Centro Universitario de Guayaquil. También dirigió la Federación del Sur de Estudiantes Ecuatorianos. En 1925, junto con otros personajes, fundó en Guayaquil el primer intento de una Universidad Popular, la que, tenía como objetivo principal, el ayudar a la gente del pueblo a obtener una educación mínima.
Su primera función política como Secretario de la Gobernación del Guayas fue en 1934. Antes de eso era gobernador de la provincia, Rodolfo Baquerizo Moreno. Entonces cuando Baquerizo Moreno fue ascendido a Ministro de Gobierno, llevó consigo a su subsecretario, De la Cuadra, pero, no duró mucho, ya que, el año siguiente (1935), De la Cuadra comenzó a dar una cátedra en la Universidad de Guayaquil. En esta misma institución, impartió clases de Economía Política, Derecho Administrativo, Derecho Político y de Ciencia de Hacienda.
El año de 1937, José de la Cuadra dio su segunda aparición en el ámbito político en calidad de dirigente. Este fue parte del gobierno del general Alberto Enríquez Gallo, quien llegó al poder por medio de un golpe militar, como Secretario General de la Administración.
En 1938, aun en el gobierno de Alberto Enríquez Gallo, José de la Cuadra fue designado como Agente Consular. Este puesto le dio la oportunidad de representar a Ecuador en diferentes consulados de Sudamérica. Y, además de llevarlo a representar a su país lo llevó a conocer a varios escritores de Perú, Chile, Argentina, Uruguay y de Brasil. Ese mismo año De la Cuadra publicó su último libro, Guásinton. El cual es una colección de catorce cuentos, dos crónicas y seis reseñas. Aunque ha sido imposible identificar el año de publicación de los catorce relatos, parecen corresponder a diferentes etapas literarias de José de la Cuadra.

### Fallecimiento

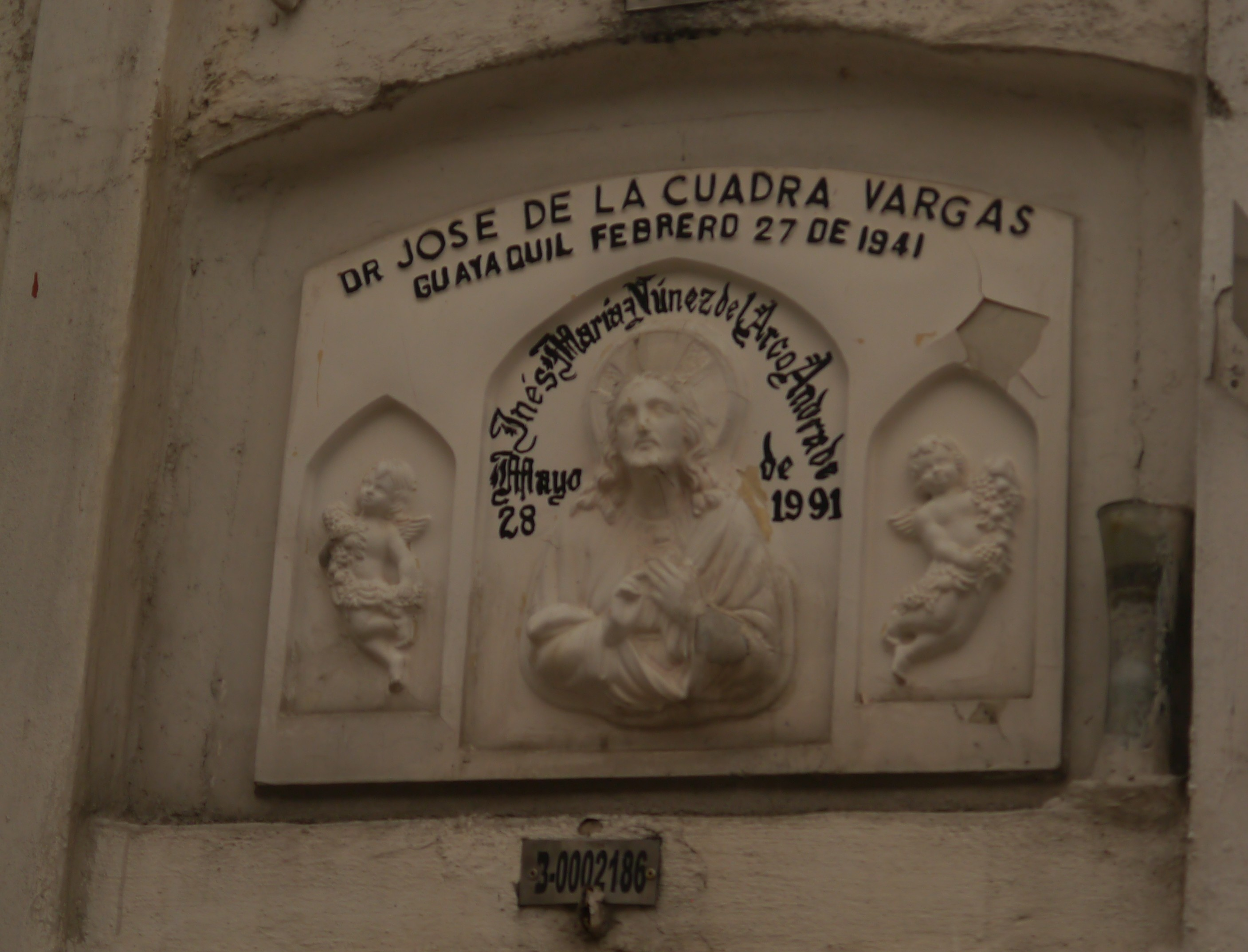
Bóveda de José de la Cuadra en el Cementerio General de Guayaquil.

Su muerte se llevó a cabo en la ciudad de Guayaquil, el 27 de febrero de 1941 como un hecho repentino a causa de una hemorragia cerebral. Debido a este evento cardiovascular con resultados fatales, José de la Cuadra fallecería con solo 37 años dejando por delante su legado como escritor y convirtiéndose en uno de los cuentistas más importantes a quien su par, el novelista Alfredo Pareja Diezcanseco, consideraba "el mayor de los cinco" refiriéndose al Grupo de Guayaquil. Cuando esto sucedió José de la Cuadra fungía como Juez Primero del Crimen de la provincia del Guayas. El diario El Telégrafo, donde en algunas ocasiones había colaborado con artículos, indicó en la nota necrológica publicada el día después de su muerte que a pesar de haberse reunido el Tribunal de la Corte Superior de Justicia el día de su defunción, dicha institución no formuló ningún acuerdo de condolencia por tan importante fallecimiento. Tras su muerte, se celebró un funeral sentido y sus restos reposan ahora en una bóveda ubicada en el Cementerio General de Guayaquil, al igual que muchas personas ilustres de dicha ciudad.

## Estilo

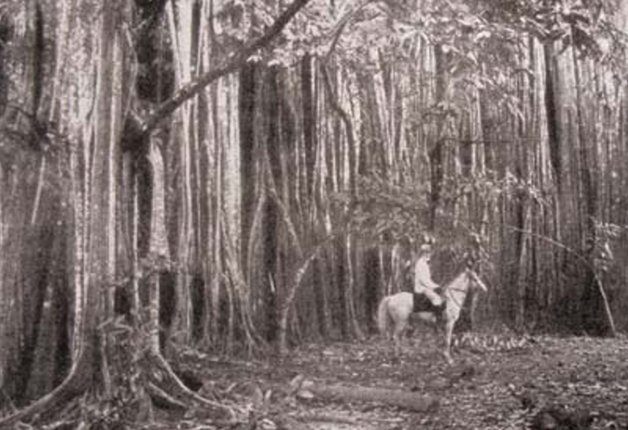
El montuvio, personaje principal en su narrativa, en un bosque de matapalos

El auge del realismo mágico entre los autores del boom latinoamericano tiene una justificación en su origen común, marcado por escenarios naturales únicos, una rica cultura de mitos y supersticiones arraigada en sociedades primitivas y el legado español, y un proceso histórico compartido de revoluciones y dictaduras. Esta realidad latinoamericana, inmersa en una paradoja entre la modernidad y la tradición mítica, generó una cosmovisión que inspiró a una generación de escritores y cronistas, y que además impulsaron una reinterpretación del canon literario. José de la Cuadra se considera un precursor del realismo mágico no solo por la publicación temprana de su obra, sino por la presencia de elementos propios de esta corriente en sus cuentos. Esto fue notado inicialmente por el escritor francés Jacques Gilard en 1977 con su publicación "De Los Sangurimas a Cien años de soledad", donde anota los principales elementos en común: origen incestuoso de una gens, fundación, formación de una estirpe, herencia mítica, crimen y expiación, cien años de su devenir. Además se recuerda la frase de Ciro Alegría que afirma "sugiero que los devotos de los Buendía le den una mirada a Los Sangurimas de José de la Cuadra".
Su obra combina la descripción realista de la época, los lugares y personajes del ámbito rural montuvio con elementos mágicos, transformando lo real en irreal y viceversa. Relatos como «La Tigra», Los Sangurimas y «Banda de pueblo» ejemplifican esta combinación, donde incluso elementos aparentemente fantásticos como la desconocida extensión de una hacienda coexisten con la realidad del sistema latifundista. La obra de José de la Cuadra se robustece con la representación cruda de la realidad ecuatoriana, marcada por muertes, sangre e injusticia, elementos de su contexto nacional. Además, se observa una deformación del tiempo y el espacio, sugiriendo la idea del eterno retorno a través de narrativas no lineales donde los ciclos se repiten y los sucesos se entrelazan.
En Los Sangurimas, se mezcla presente y pasado; en «La Tigra», el inicio anticipa el desenlace; y en «Banda de pueblo», se incluye un cuento dentro del cuento. Este manejo temporal, junto con un entorno que parece inmutable ante los cambios, contribuye a equilibrar la realidad con lo mágico. En su intento por plasmar la realidad observada, quizás no pudo separar el aspecto extraordinario inherente a ella, que se remonta a concepciones míticas prevalentes en el campo. Incorpora en su obra elementos culturales como la superstición (la lechuza como presagio de muerte), la exageración (la burla de Ño Sangurima al diablo) y creencias populares que reemplazan el conocimiento, contribuyendo a una visión matizada de la realidad con perspectivas maravillosas.
Por otro lado han existido lecturas de su obra que interpretan el "verismo" palabra que de la Cuadra usó para referirse a su estilo con el tremendismo español mientras que la novela Don Goyo de Demetrio Aguilera Malta lo relacionan con el realismo mágico. Esta afirmación, sostenida por el escritor chileno Fernando Alegría y el escritor ecuatoriano Miguel Donoso Pareja, resaltaría más bien los elementos realistas de su literatura, calificando a José de la Cuadra como un "padre no tan putativo de lo real maravilloso y del moderno tremendismo español".
Por último y referente a la temática de su narrativa y la relación que esta implica entre lo universal y lo particular, es decir sobre la función que cumple la cultura local en su literatura con pretensiones universales, de la Cuadra resumiría su postura en la frase: "Siendo más regional se es más mundial, como siendo más inmediatamente humano se es universal"

## Obras

### Novelas
- Los Sangurimas (1934)
- Los monos enloquecidos (1951), obra inconclusa publicada póstumamente

### Cuentos
- El amor que dormía (1930)
- Repisas (1931), incluye el cuento  Chumbote
- Horno (1932), incluyó en su segunda edición (1940) el cuento La Tigra
- Guasintón. Relatos y crónicas (1938)

### Ensayo
- Doce siluetas (1934)
- El montuvio ecuatoriano (1937)